# 하버드 의학전문대학원
하버드 대학교 의학전문대학원(Harvard Medical School)은 미국 매사추세츠주의 의학전문대학원이다. 1782년에 설립된 이 학교는 미국에서 세번째로 오래된 의학전문대학원이다. M.D.(의무박사), Ph.D.(의학박사) 및 M.D.-Ph.D. 통합과정을 제공한다. 이 학교는 《U.S. 뉴스 & 월드 리포트》가 매해 발표하는 미국 메디컬 스쿨 순위에서 연구 1위, 내과 2위, 소아과 2위에 올랐다. US 뉴스 세계 메디컬 스쿨 순위에서는 세계 1위를 기록하고 있다.
2012년-2013년 M.D. 입시기간에는 165명 정원에 5,779명이 지원하였다. 2013년 가을에 입학했던 신입생들의 평균 학부 GPA는 3.8, 평균 MCAT 점수는 언어 11.2, 물리과학 12.55, 생물과학 12.61이었다.